# Saint-Christophe-Vallon
Saint-Christophe-Vallon è un comune francese di 1 167 abitanti situato nel dipartimento dell'Aveyron nella regione dell'Occitania.

## Società

### Evoluzione demografica
Abitanti censiti